# Том, Дик и Гарри
Том, Дик и Гарри (англ. Tom, Dick and Harry) — экземплификант для обозначения неизвестной личности в англоговорящих странах.

## Лингвистика
Выражение Tom, Dick and Harry — не только именная идиома (idioms with people’s names), но и общеупотребительные английские имена, являющиеся её основой. На русский язык может переводиться как «встречный-поперечный», «первый встречный» в значении «обычный человек», «кто угодно», «любой». Например, фраза «Если ты расскажешь это своей сестре, скоро все тоже будут об этом говорить» на английский язык может быть переведена как If you tell this to your sister, soon every Tom, Dick and Harry will be talking about it too.
Советский и российский лингвист В. Н. Телия отмечает, что идиомы и фразеологизмы «представляют собой микротексты», в которых отражена накопленная веками информация ситуативного характера, представленная «в виде „свёртки“, готовой к употреблению как текст в тексте». Фразеологизмы и идиомы присутствуют в речи в определённой семантической структуре, устоявшемся лексико-грамматическом составе и воспроизводятся носителями языка в их фиксированном соотношении. К таким единицам английского языка относят и выражение Tom, Dick and Harry.
Крупнейший в Америке издатель справочников по языкам Merriam-Webster и Кембриджский словарь также определяют данное выражение как идиому, часто используемую в значении «каждый», «обычный человек» или «все обычные люди».

She didn’t issue the invitation to every Tom, Dick, or Harry.
Did he think private numbers were given out to any Tom, Dick, or Harry who asked for them?
When I’m a star I won’t want every Tom, Dick and Harry running to the papers saying I was their cleaner.
It confers no status if every Tom, Dick and Harry can do it.
— Cambridge Dictionary
Выражение «Tom, Dick, and Harry» в переводе аналогично русскому выражению «Петров, Иванов, Сидоров», когда компонентами фразеологических единиц становятся широко распространённые английские имена, используемые в ежедневной речи: «any Tom, Dick or Harry — каждый встречный и поперечный, Иванов, Петров, Сидоров», например, Lionel was very intelligent; he was not the same as every Tom, Dick and Harry; This hotel used to be exclusive; Nowadays they let in every Tom, Dick and Harry. Во французском языке могут быть аналогичны выражению «Пьер, Поль, Жак» (фр. Pierre, Paul, Jacques), в португальском — «Fulano, Beltrano e Sicrano», в баскском — «Urlia, Zandia eta Berendia».
Идиома часто употребляется, обыгрывается в публичных выступлениях, входит в перечень идиом английского языка, упоминается в литературе, используется в новостях, песнях.

## Этимология
Когда появилось первое выражение, неизвестно. Оксфордский словарь английского языка связывает выражение с текстом песни 1734 года: «Прощай, Том, Дик и Гарри, Прощай, Молл, Нелл и Сью»; в исторической хронике «Генрих IV, часть 2» Шекспир во второй части упоминает о «Томе, Дикке и Фрэнсисе»; Томас Харди употребляет выражение в романе «Вдали от обезумевшей толпы» (1874 год); английский теолог Джон Оуэн использовал это выражение в 1657 году в публичном выступлении, обращаясь к руководству Оксфордского университета со словами: «наша критическая ситуация и наши общие интересы обсуждались в журналах и газетах каждым Томом, Диком и Гарри» («Государственному деятелю Бога», биография Оуэна, написана Питером Туном в 1971 году); университетский словарь Мерриам-Вебстера указывает 1805 год.

## Факты
Несколько фактов, связанных с выражением «Том, Дик и Гарри»:
- Выражение в английском языке относят к риторическому приёму триколон (англ. Tricolon) — тройное повторение слов, фраз или предложений[26]. Приём часто используют, включая перечисление имён в порядке возрастания слога, так называемый восходящий триколон, когда два слова состоят из одного слога, а последнее — из двух или трёх (англ. «tall, dark, and handsome» — «высокий, смуглый и красивый» или англ. «The Good, the Bad and the Ugly» — «хороший, плохой, злой»).
- В елизаветинские времена пара мужских имён — Джек и Том — также использовались для неопределённого обозначения людей. В 1835 году Чарльз Дарвин по возвращении из исследовательской экспедиции на бриг-шлюпе «Чероки» среди других экспонатов привёз в Англию трёх черепах с Галапагосских островов и назвал их Том, Дик и Гарри. «Гарри» оказался самкой, и когда это было обнаружено, имя было изменено на Гарриета. Черепаха жила в зоопарке Австралии до своей смерти в 2006 году, прожив 175 лет.
- Экземплификант «Том, Дик и Гарри» широко используется в культуре: телесериалах, мюзиклах, песнях. Так, в 1942 году в сериале «Merrie Melodies»; в мультфильме «The Dover Boys» главными героями были Том, Дик и Гарри; также в известном ситкоме «Третья планета от Солнца» главные герои — Том, Дик и Гарри.